# Кулін (бан Боснії)

Боснія за правління Куліна

Кулін (1163—1204) — бан Боснії з 1180 до 1204 року. Засновник династії Куліничів.

## Життєпис

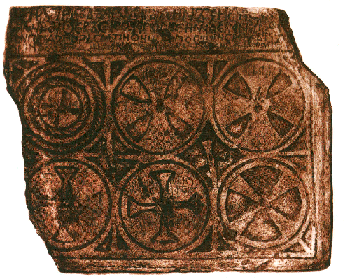
Плита бана Куліна

Про походження є окремі відомості: ймовірно був онуком або іншим родичем бана Борича. Стосовно молодих років Куліна також мало відомостей. Його ім'я з'являється під час боротьби імператора Візантії Мануїла I Комніна з королівством Угорщина за Боснію й Хорватію. Кулін стає васалом Візантійської імперії. У 1180 році він стає баном (володарем) всієї Боснії. Після смерті імператора Мануїла I почалася боротьба всередині Візантії. Цим скористався Кулін, який визнав залежність від королівства Угорського. Об'єднані сили Угорщини на чолі із Белою III Арпадом, Боснії на чолі із Куліном та Сербії на чолі із Стефанем Неманею почали війну із візантійськими військами на Балканах.

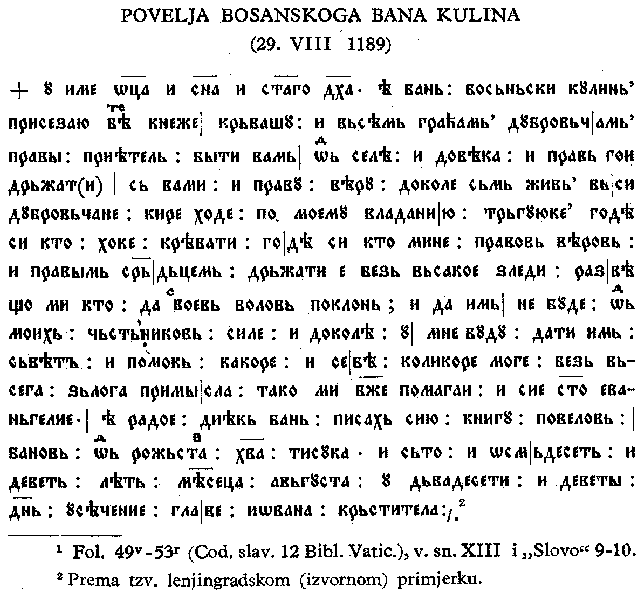
Угода між Боснією та Дубровником

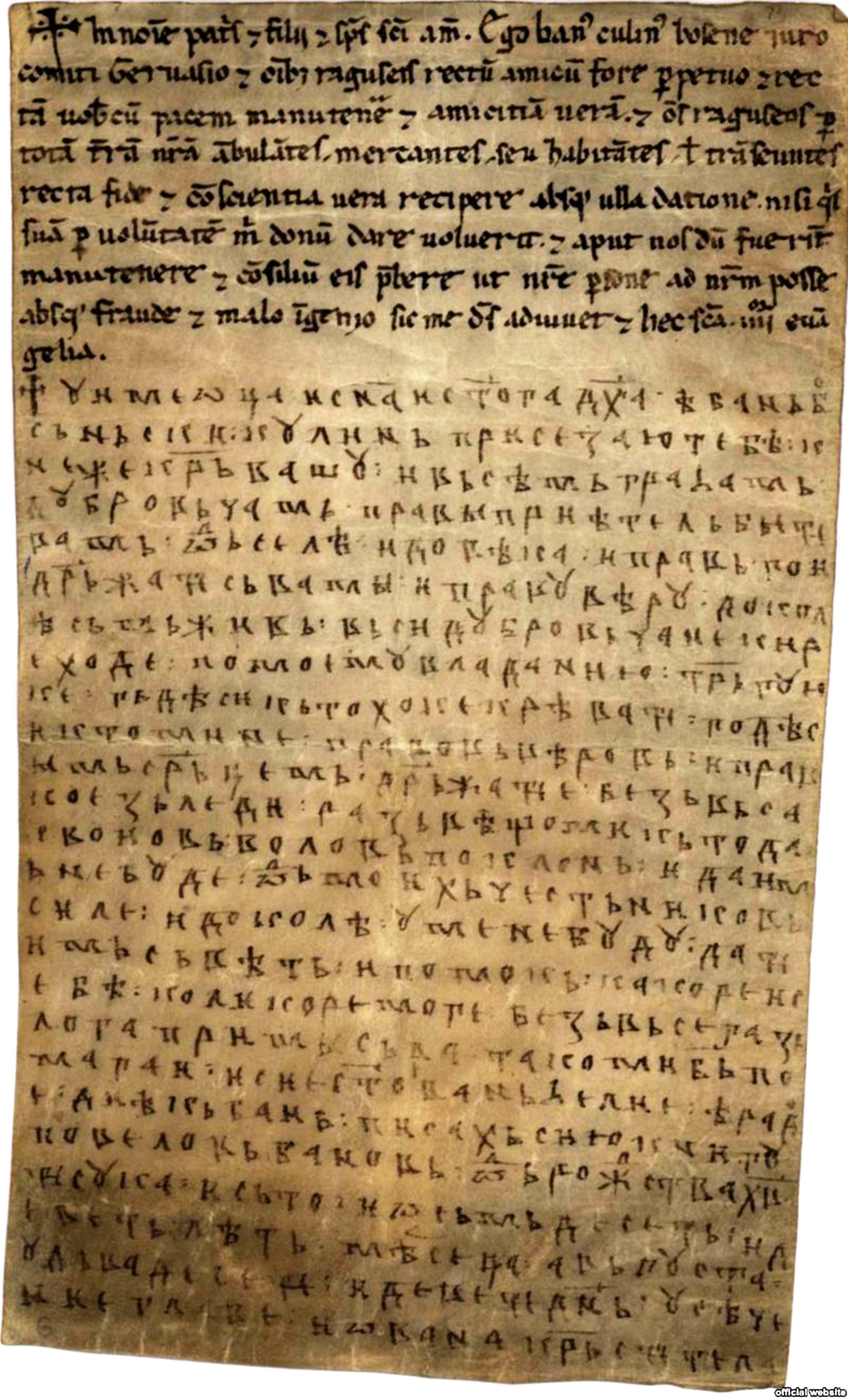
Повел'я бана Куліна

Номінально визнавши зверхність Угорщини, Кулін намагався тим часом таємно домогтися повної незалежності своєї країни. Для економічного розвитку Боснії заново відкрив срібні копальні, які не діяли з часів римського володарювання. 29 серпня 1189 року було укладено торговельну угоду між Боснійською державою та Рагузькою республікою, яка стала найдавнішим історичним документом Боснії.
Щоб його країна вистояла і щоб протидіяти як католицьким, та і православним впливам, Кулін прийняв богомильство та намагався піднести його до ступеня державної релігії. За час правління бана Куліна богомільство прийняло 10 тисяч осіб. Проте, наляканий втручанням папи римського Іннокентія III, котрий доручив Імре, королю Угорщини (1196—1204), вигнати прибічників єресі з Боснії, Кулін зрікся богомільства й дозволив скликати у Боснії церковні зборі. Такий синод зібрався 8 квітня 1203 року у Білому Полі за головуванням посланця папи римського Джовані Касамаріса. Богомільство у Боснії заборонялося, Кулін, знать, простий люд визнав римо-католицьку церкву своємю рідною, усі порушники цього рішення мали сплатити 1000 марок штрафу.

## Родина
Дружина — Воїслава (прізвище невідоме)
Діти:
- Стефан (д/н-1232)